# Инвазивные виды в Австралии
Инвазивные виды в Австралии — инвазивные виды животных и растений, развившиеся вне континента Австралия и интродуцированные на континент человеком.

Список инвазивных видов Австралии

## Предпосылки
В связи с тем, что Австралия является географически и экологически изолированной зоогеографической областью, на ней сложилась эндемичная экосистема. После появления европейских переселенцев (XVII век, а в особенности после 1787 года, с прибытием Первого флота), выяснилось, что множество вольно либо невольно привезенных ими из Евразии и Америки животных и растений не имеют естественных врагов/конкурентов на континенте, и активно вытесняют местную флору и фауну. Для борьбы с ними предпринимаются большие усилия, которые зачастую провоцируют новые экологические проблемы.

## Млекопитающие

### Кролики

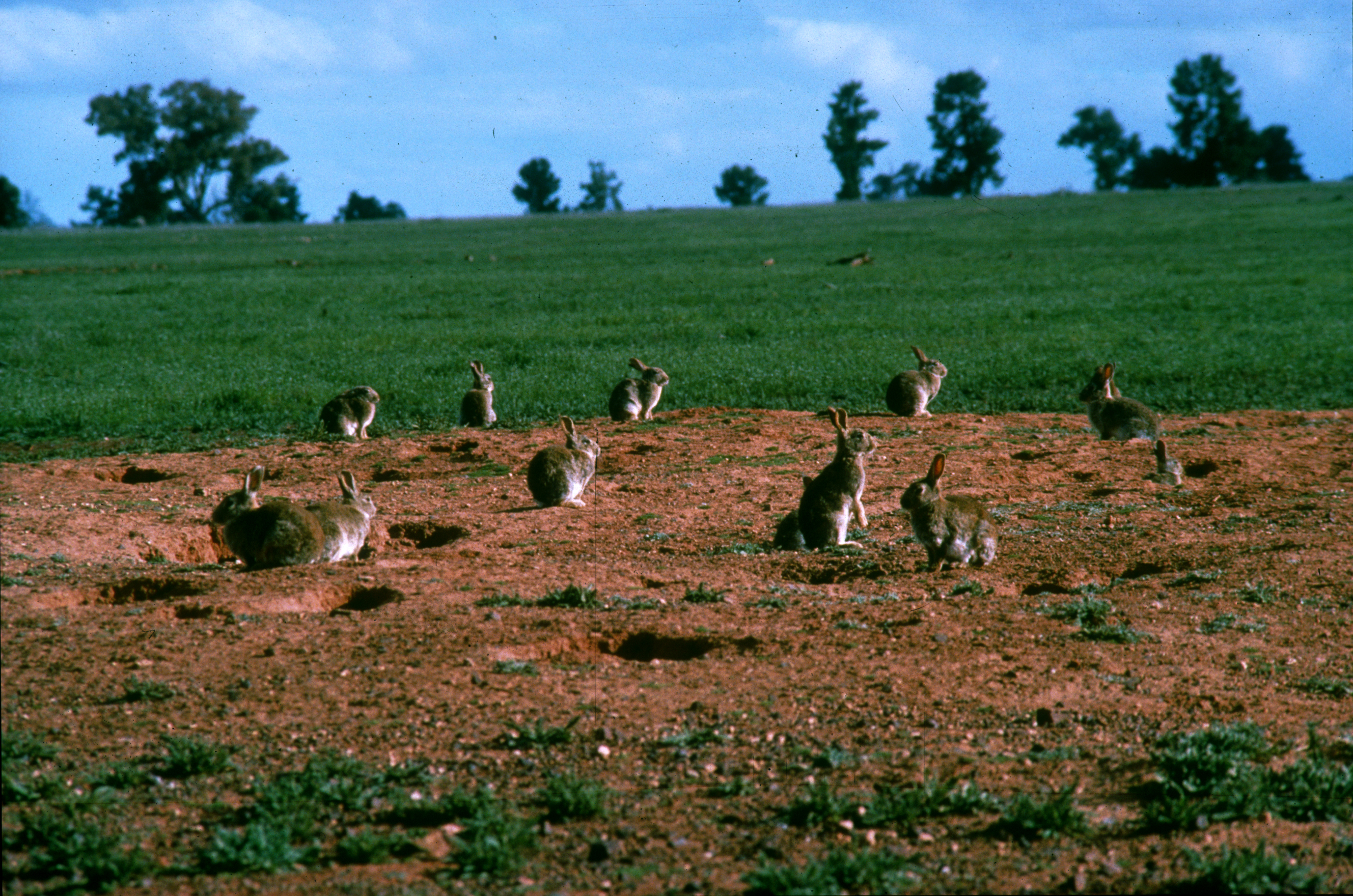
Кролики в Австралии

В 1859 году поселенец Том Остин выпустил на волю 24 кролика, они расплодились, и к 1900 году их численность в Австралии уже оценивалось в 20 млн голов. Кролики поедают траву, составляя пищевую конкуренцию овцам и крупному рогатому скоту. Ещё больший ущерб они наносят аборигенной фауне и флоре Австралии, поедая реликтовую растительность и вытесняя местные виды, которые не выдерживают конкуренции с быстро плодящимися кроликами. В качестве мер борьбы с кроликами используется отстрел, отравленные приманки; кроме того, в Австралию были завезены европейские хищники — лисица, хорёк, горностай, ласка. Устанавливаются сетчатые загородки с целью предотвратить заселение кроликами новых районов, причем заграждения достигают грандиозных размеров. Были предприняты попытки «бактериологической войны» с кроликами в 1950-х гг., когда кроликов попробовали заражать острой вирусной болезнью — миксоматозом, эндемичной для Южной Америки. Первоначальный эффект был значительным, во многих областях Австралии вымерло до 90% всех кроликов. Но у выживших особей выработался иммунитет, и численность кроликов быстро восстановилась.

### Домашняя кошка
Домашние кошки были завезены первыми европейцами и, как в большинстве других мест с умеренным и жарким климатом, активно размножаются, массово истребляя местных птиц и мелких животных. В 2015 году в Австралии предполагается наличие не менее 20 млн только диких (включая городских бездомных) кошек.

### Динго
В отличие от кроликов, динго завезены в Австралию человеком более 5 тыс. лет назад. Предполагается, что динго серьезно потеснили местных сумчатых, в том числе сумчатого волка и сумчатого дьявола. К моменту появления европейцев динго воспринимались как органическая часть местной фауны, но для защиты пастбищ были предприняты меры по их истреблению и изоляции.

### Верблюды

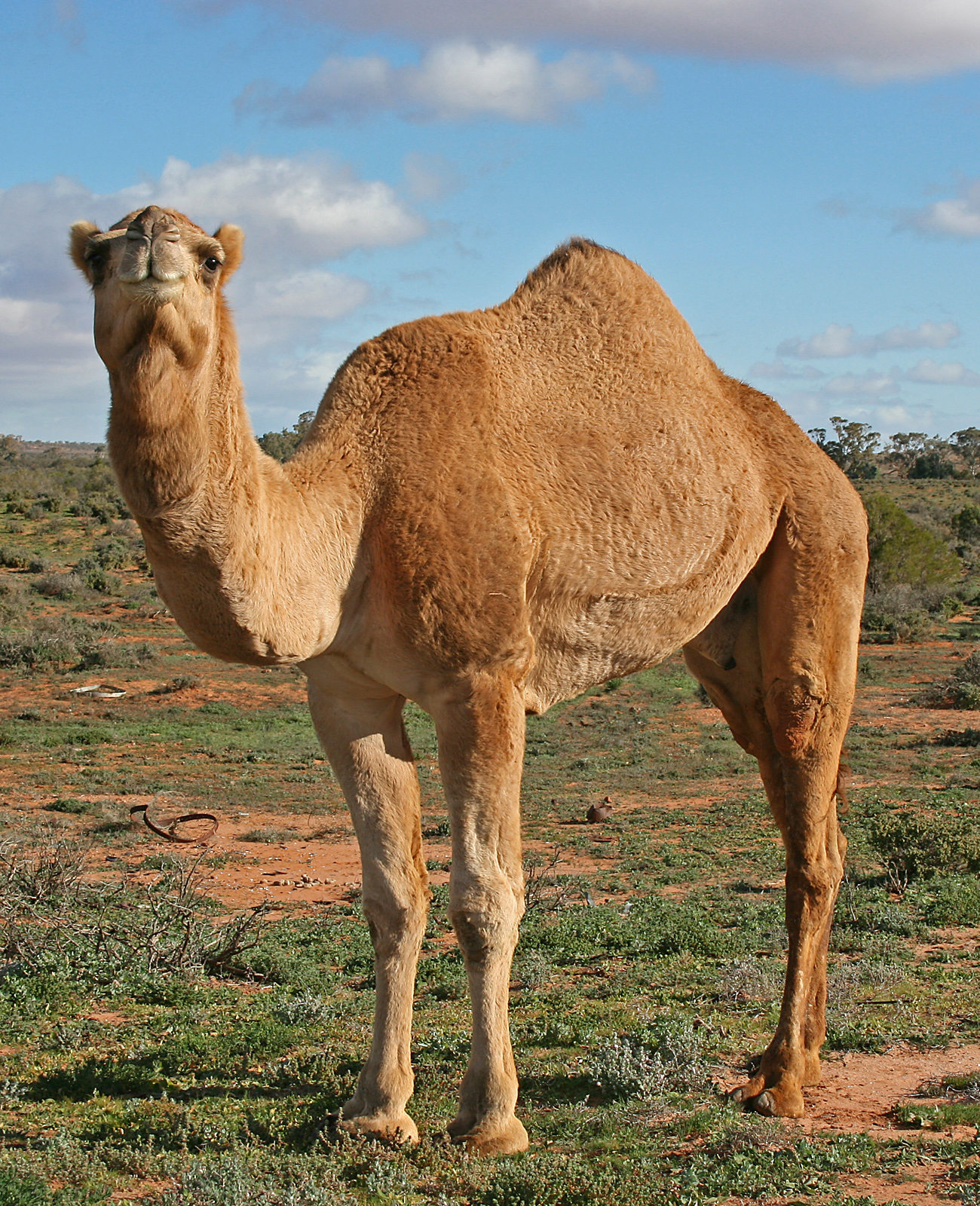
Верблюд около Сильвертон (Нью-Уэльс)

Первая попытка завести в Австралию дромедаров в качестве вьючных животных была предпринята в 1840 году. 6 животных были отправлены из Тенерифе в Аделаиду, но выжил только один самец по кличке Гарри. Его приобрел путешественник Джон Ансворт Хоррокс (англ. John Ainsworth Horrocks) для своей экспедиции.
Следующая группа верблюдов была завезена только в 1860-м, и в период с 1860 по 1907 год их было завезено от 10 до 12 тысяч, используемых в основном как ездовые и вьючные животные.
Часть из них либо была отпущена на волю, либо сбежала — теперь размножившиеся верблюды (по разным оценкам от десятков до сотен тысяч голов) составляют единственную на земле популяцию дромедаров, живущих в дикой природе.

### Ослы
Около 1,5 млн одичавших ослов бродят по степям Австралии.

### Брамби
Одичавшие домашние лошади. . Приблизительная оценка численности достигает 400 000 на 2023 год.

## Рыбы

### Карпы

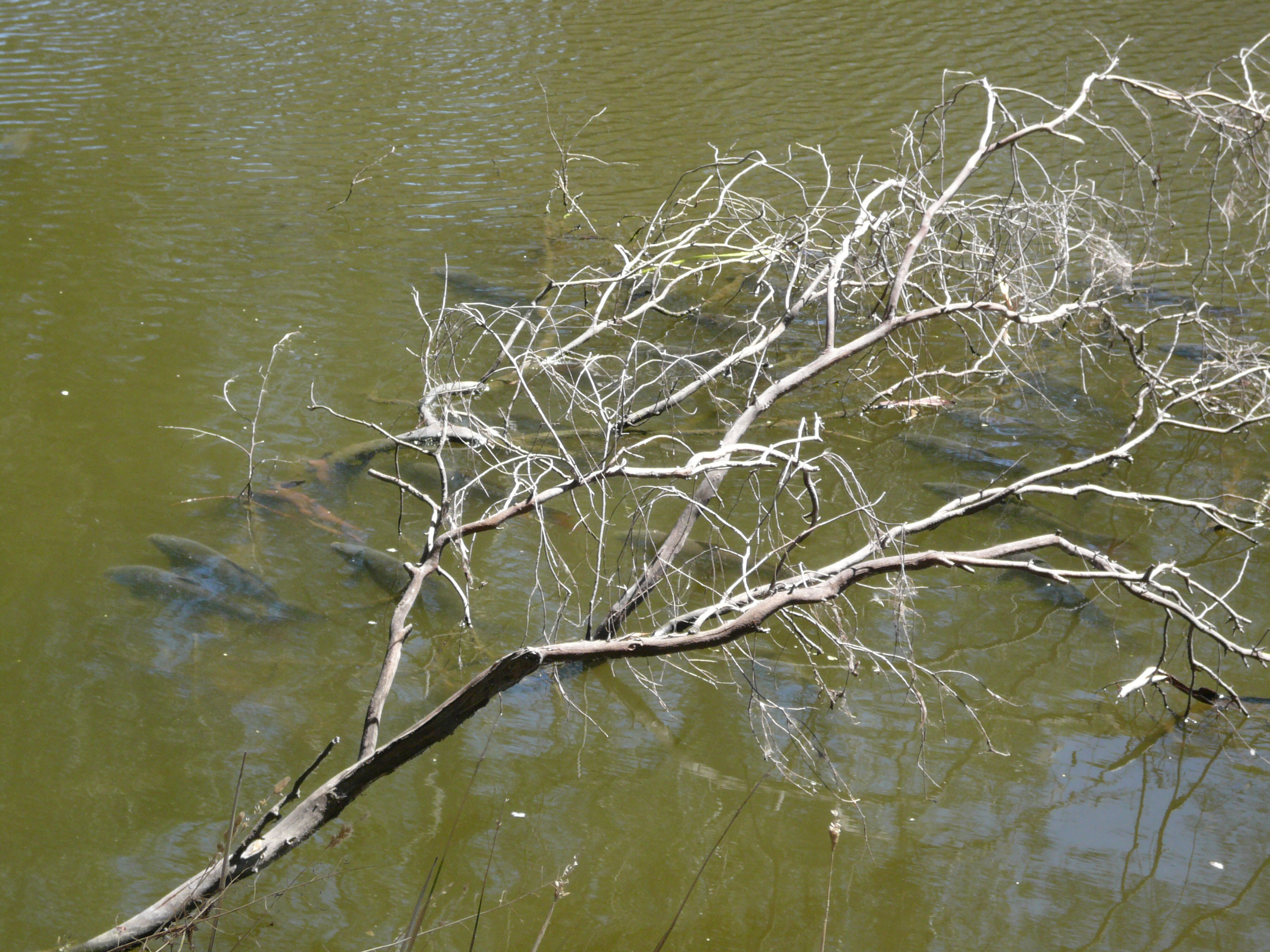
Карпы в реке, штат Виктория

Сазан завезен в Австралию в 1859 году, чрезвычайно размножился, и сейчас составляет более 80 процентов всей рыбной биомассы гидросистемы Муррея. Обсуждаются планы борьбы с ним с помощью герпесвируса карповых 3 типа (CyHV-3, также известен как герпесвирус кои — KHV), что может истребить до 95% популяции сазана в Муррее, но может спровоцировать очередную экологическую катастрофу, связанную с гниением массы погибшей рыбы.

### Золотые рыбки
Аквариумные золотые рыбки (Carassius auratus), попавшие на волю, активно размножаются в водоемах Австралии.

### Лабиринтовые рыбы Anabantidae
По данным 2015 года, проникновение Anabantidae пока достигло только акватории к югу от Папуа-Новой Гвинеи, в непосредственной близости от Австралии, но австралийские экологи уже готовятся к противодействию им.

## Земноводные

### Жабы

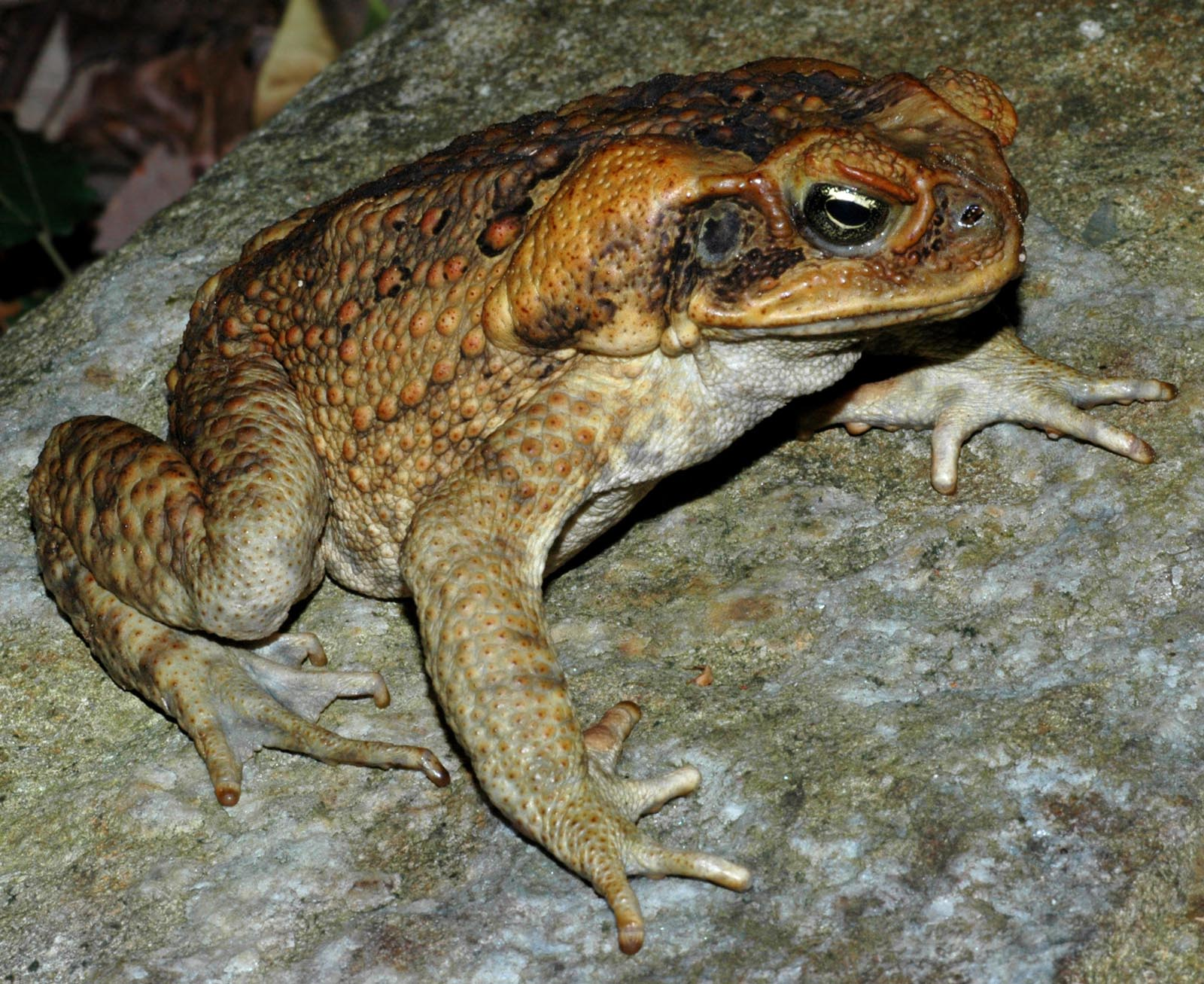
Ага в Квинсленде

Жабы были завезены в июне 1935 года с целью борьбы с вредителями сахарного тростника. Предполагалось, что жабы выступят как экологически чистый заменитель пестицидов. Неимоверно размножившись, жабы принялись поедать всю доступную добычу, не обращая особого внимания на первоначальную цель — вредителей. Местные хищники либо гибнут при попытке съесть ядовитую жабу, либо избегают её, давая им размножаться бесконтрольно. Потомство первых 102 аг уже достигло численности в 100—200 млн экземпляров, заселив весь северо-восток и продолжая расселяться по континенту.

## Насекомые

### Навозные жуки
В 1965 по 1985 годы команда Дьердя Борнемиссы ввезла в Австралию 43 вида навозных жуков.

### Другие насекомые
В 2001 году с морскими грузами в Австралию незаметно проник красный огненный муравей.
Жёлтый сумасшедший муравей — очень опасный вид муравьёв, случайно завезённый в северную Австралию.
В Восточной Австралии зафиксирована Средиземноморская плодовая муха — опасный сельскохозяйственный вредитель.

## Другие животные
Лисица, Хорёк, Горностай, Благородный олень, Косуля, Пятнистый олень, Азиатский буйвол, Свинья (Кабан), Овца, Коза, Лошадь, Корова, Домашняя собака, Серая крыса, Чёрная крыса, Домовая мышь, Садовый шмель, Подземный шмель.     